# Berthold Buchenau
Berthold Buchenau (* 26. August 1934; † 13. Mai 2016) war ein Fußballspieler des FSV Frankfurt, der in der Oberliga Süd von 1954 bis 1962 insgesamt 194 Spiele bestritt und 89 Tore erzielte.

## Laufbahn

### Im Verein
Buchenau erlernte das Fußballspielen beim Turn- und Sportverein im Taunusdorf Eisenbach. Als 17-Jährigen zog es ihn nach Frankfurt, wo er sich in der Spielzeit 1951/52 dem FSV Frankfurt anschloss. Mit der ersten Mannschaft des Bornheimer Stadtteilvereins und dem Lokalrivalen Eintracht spielten zu dieser Zeit gleich zwei Vertreter der Mainmetropole in der Oberliga Süd, einer von fünf Staffeln der höchsten Spielklasse in der noch jungen Bundesrepublik. In den ersten Jahren der Nachkriegszeit hatte der FSV meist noch vor den Riederwäldern gelegen, 1951 etwa, als sich Buchenau entschloss, künftig am Bornheimer Hang zu spielen, lag der FSV auf Platz 5 und damit drei Ränge vor der Eintracht. Allmählich wendete sich das Blatt im Frankfurter Stadtvergleich aber zugunsten der „Adler“, die 1953 erstmals die Süddeutsche Meisterschaft gewannen.
Nachdem Berthold Buchenau den Jugendmannschaften entwachsen war, debütierte er zum Auftakt der Saison 1954/55 in der Oberliga-Elf des FSV. Am 21. August 1954, wenige Tage vor Buchenaus 20. Geburtstag, gastierte die SpVgg. Fürth vor 10.000 Zuschauern am Bornheimer Hang. Trainer Willibald Kreß stellte Berthold Buchenau als Mittelstürmer auf, mit ihm bildeten Willi Kunkel und Alwin Meyer auf der rechten sowie der frischgebackene Fußball-Weltmeister Richard Herrmann und Rudolf Lehmann auf der linken Seite die Sturmreihe der Schwarz-Blauen. Das Spiel gegen die „Kleeblättler“ endete 0:0, doch schon zwei Wochen später, am dritten Spieltag der Runde, stellte Buchenau erstmals seine Torjägerqualitäten unter Beweis: Im zweiten Heimspiel erzielte er beim 5:2 über den VfB Stuttgart den Treffer zum zwischenzeitlichen 4:2. Insgesamt kam das Nachwuchstalent in seiner Debütrunde auf beachtliche elf Tore in 28 Spielen, und die Bornheimer spielten lange Zeit um die vorderen Tabellenplätze mit, am Ende reichte es aber in der Abschlusstabelle nur für den 7. Platz.
Der technisch versierte Stürmer, der sich darüber hinaus durch einen harten, platzierten Schuss und seine Kopfballstärke auszeichnete, bestätigte in den darauf folgenden Spielzeiten seine Leistungen und wurde bis zum Abstieg des FSV 1962 mit insgesamt 89 Toren in 194 Spielen der – nach Richard Herrmann – zweitbeste Torschütze der Schwarz-Blauen in der Oberliga Süd. Auf dem Höhepunkt seiner Laufbahn erzielte er in der Saison 1959/60 – der letzten Spielzeit mit Herrmann – 20 Tore in 28 Spielen, zuletzt, in der Abstiegssaison 1961/62, kam er allerdings nur noch auf 13 Spiele (1 Tor). Der FSV hatte ab Mitte der 1950er Jahre mit finanziellen Schwierigkeiten zu kämpfen, und mit dem ausbleibenden Erfolg in der Oberliga – der FSV kam nicht mehr über einen Mittelfeldplatz hinaus – sanken auch die Zuschauerzahlen. Mit der Verpflichtung des jugoslawischen Startrainers Bogdan Cuvaj anstelle von Willibald Kreß zur Runde 1956/57 erhoffte man sich am Bornheimer Hang noch einmal in die Spitze der süddeutschen Mannschaften zurückkehren zu können. Doch Cuvaj verließ den Verein bereits nach einer Spielzeit wieder, nachdem er sich mit der Vereinsführung überworfen hatte. Nachdem mit Richard Herrmann in der Hinrunde der Saison 1959/60 die überragende Spielerpersönlichkeit des FSV seine Karriere verletzungsbedingt beendet hatte, ging es mit der sportlichen Leistung am Hang weiter bergab. Einem 12. Platz 1960/61 – mit nur zwei Punkten vor dem ersten Absteiger – folgte in der Runde 1961/62 schließlich der Abstieg, der FSV war zum ersten Mal in seiner Vereinsgeschichte nur noch zweitklassig.

### Auswahlmannschaften
Durch seine guten Leistungen hatte sich Buchenau auch ins Blickfeld von Bundestrainer Sepp Herberger gespielt. Dieser berief ihn in den Kader der A-Nationalmannschaft zum Länderspiel gegen Irland am 28. Mai 1955, aus beruflichen Gründen musste er jedoch absagen und der Altonaer Werner Erb wurde kurzfristig nachnominiert. Einen Monat später, am 25. Juni, stand Buchenau in der Debütelf der neu gegründeten U-23-Nationalmannschaft, das Spiel am heimischen Bornheimer Hang gegen Jugoslawien endete 3:3. Noch im selben Sommer schloss sich das dritte Auswahlspiel für den knapp 21-Jährigen an: Buchenau lief am 7. August im Länderpokal erstmals für die Süddeutsche Auswahl auf, die in Hamburg Norddeutschland mit 3:4 unterlag. Ein zweites Spiel für die SFV-Elf absolvierte er zwei Jahre später im selben Wettbewerb, der Gegner in Karlsruhe war abermals Norddeutschland, die Partie am 29. Juni 1957 endete 2:2. Buchenaus letztes Spiel für eine deutsche Auswahl war schließlich am 20. Juni 1957 in Schweinfurt, als in einem Testspiel die A- gegen die B-Nationalmannschaft antrat (9:2), Buchenau lief in der B-Auswahl auf.
Zu den Höhepunkten in Buchenaus Karriere zählten auch die damals noch außergewöhnlichen Auslandsreisen zu Spielen in Russland, Jugoslawien, der CSSR (gegen die Nationalmannschaft) oder in Ungarn sowie die Spiele mit der Frankfurt-Offenbacher Stadtauswahl aus Spielern der Eintracht, der Offenbacher Kickers und des FSV im erstmals ausgetragenen Messepokal, dem Vorläufer des UEFA-Cups. In der ersten Auflage dieses Wettbewerbs, der sich über die Jahre 1955 bis 1958 erstreckte, kam er drei Mal zum Einsatz. Bei seinem Debüt am 20. Juni 1956 am Bornheimer Hang erzielte Buchenau beim 5:1-Erfolg über Basel zwei Tore, des Weiteren spielte er am 27. März 1957 am Riederwald gegen London (1:0) sowie am 12. Juni 1957 beim Rückspiel in Basel, das 2:6 verloren ging.